# Wincenty Kraśko

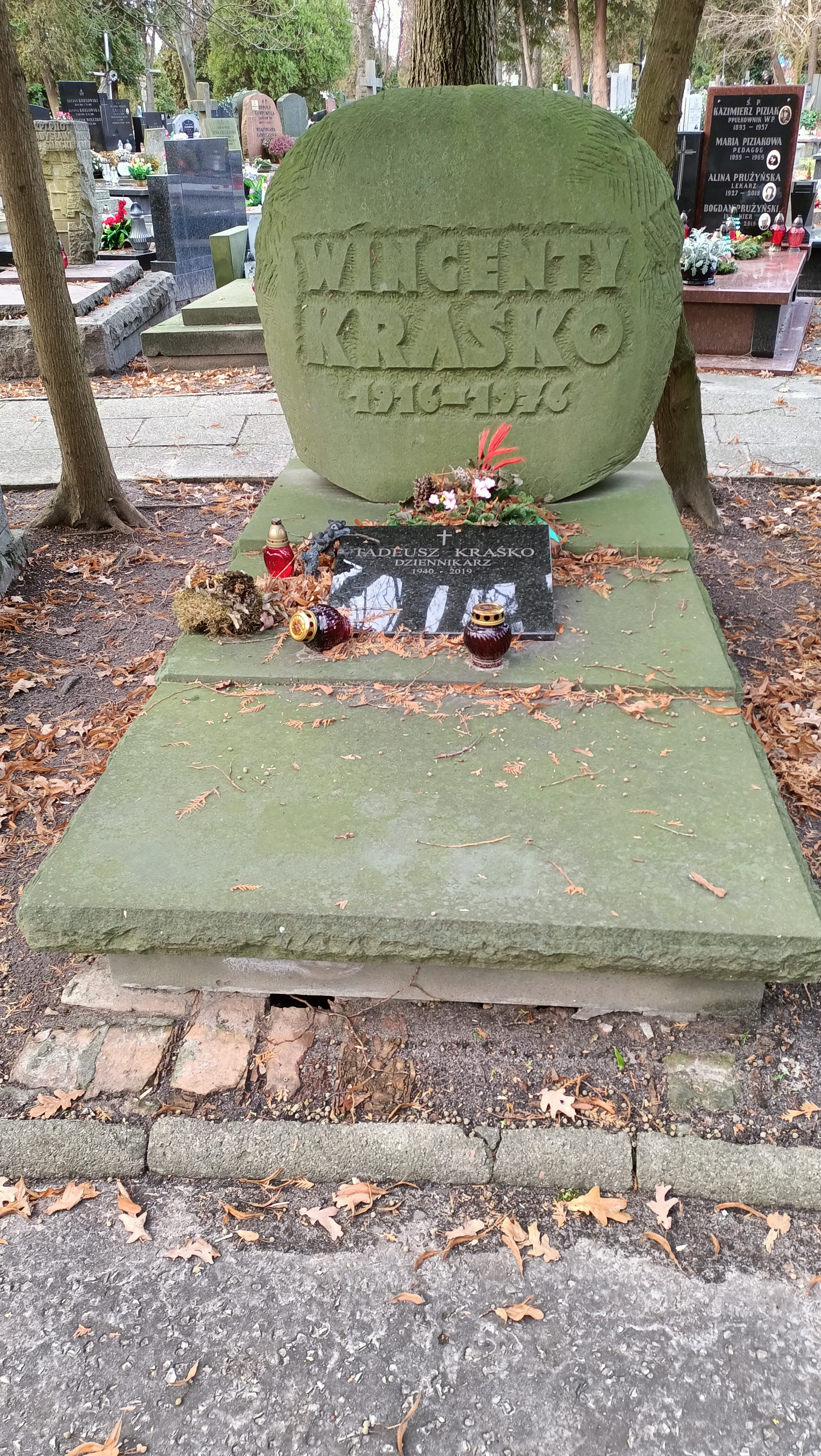
Grób Wincentego Kraśki i jego syna Tadeusza na cmentarzu Wojskowym na Powązkach w Warszawie

Wincenty Kraśko (ur. 1 czerwca 1916 w Kotowiczach w powiecie dziśnieńskim, zm. 10 sierpnia 1976 w Koszalinie) – polski działacz komunistyczny, prawnik, dziennikarz. Poseł na Sejm PRL II, III, IV, V, VI i VII kadencji, członek Rady Państwa w latach 1972–1976.

## Życiorys
Ukończył studia prawnicze na Uniwersytecie Stefana Batorego w Wilnie (1938). Od 1 sierpnia 1940 do 22 czerwca 1941 był członkiem Międzynarodowej Organizacji Pomocy Rewolucjonistom i Związku Zawodowego Pracowników Sądowych w Wilejce. Od 1 sierpnia 1945 do 1 stycznia 1951 działał jako członek zarządu w Zrzeszeniu Prawników Demokratów w Gdyni. Od 1 stycznia 1946 do 1950 członek zarządu Związku Zawodowego Dziennikarzy RP. Od sierpnia 1948 członek Towarzystwa Przyjaźni Polsko-Radzieckiej w Gdyni, a od 1 lutego 1950 członek zarządu wojewódzkiego Towarzystwa Przyjaźni Polsko-Bułgarskiej w Gdańsku. W 1969 był członkiem Komisji Nagród Ministerstwa Kultury i Sztuki.
Od połowy czerwca 1948 kandydat na członka Polskiej Partii Robotniczej, następnie od połowy grudnia 1948 członek Polskiej Zjednoczonej Partii Robotniczej (od początku zasiadał w egzekutywie podstawowej organizacji partyjnej w Gdyni), zajmował wiele funkcji w kierownictwie lokalnym i centralnym partii: członek egzekutywy Komitetu Wojewódzkiego PZPR w Kielcach (1951–1954), następnie sekretarz ds. propagandy (od października 1954 do 1 listopada 1956). W tym okresie zaliczany do „puławian” podczas walki o władzę w kierownictwie PZPR. I sekretarz (od 3 listopada 1956 do 20 lutego 1960) KW w Poznaniu, członek Komitetu Centralnego (od 1959 do śmierci), kierownik Wydziału Kultury KC (od 5 stycznia 1960 do 13 lutego 1971), sekretarz KC (od 15 lutego 1974 do śmierci). Członek egzekutywy KW PZPR w Poznaniu, współpracownik KM i KW PZPR w Gdańsku jako prelegent, wykładowca i konsultant Wojewódzkiego Ośrodka Szkolenia Partyjnego. Ukończył trzyletnie Studium Zaoczne Szkoły Partyjnej przy KC PZPR.
Wiceprzewodniczący Ogólnopolskiego Komitetu Obrońców Pokoju, wieloletni prezes zarządu głównego Polskiego Towarzystwa Turystyczno-Krajoznawczego (wybrany ponownie 27 listopada 1972). Od 1971 był członkiem Obywatelskiego Komitetu Odbudowy Zamku Królewskiego w Warszawie. Od lipca 1972 do sierpnia 1976 prezes Rady Naczelnej Towarzystwa Łączności z Polonią Zagraniczną „Polonia”, od 1974 członek Światowej Rady Pokoju, od 1974 członek Rady Naczelnej Związku Bojowników o Wolność i Demokrację.
W latach 1945–1954 pracował w redakcji „Dziennika Bałtyckiego”, następnie kierował pismami partyjnymi: od 1 stycznia 1951 do 1 kwietnia 1976 był redaktorem naczelnym „Kuriera Szczecińskiego”, od 1 września 1952 do marca 1954 redaktorem naczelnym „Słowa Ludu” (Kielce), od marca 1954 do sierpnia 1954 redaktorem naczelnym „Gazety Poznańskiej”. W okresie od 16 kwietnia 1951 do 30 września 1952 pełnił funkcję redaktora naczelnego pierwszego powojennego dziennika w Poznaniu „Głosu Wielkopolskiego”.
Od stycznia 1957 do sierpnia 1976 był posłem na Sejm PRL II, III, IV, V, VI i VII kadencji, w VI kadencji (od 1972 do marca 1976) przewodniczący Komisji Spraw Zagranicznych.
Od 13 lutego 1971 do 28 marca 1972 wiceprezes Rady Ministrów w rządzie Piotra Jaroszewicza. Od 28 marca 1972 do 10 sierpnia 1976 członek Rady Państwa. W marcu 1976 wybrany do Rady Państwa na kolejną kadencję, zmarł po kilku miesiącach.
Został pochowany w Alei Zasłużonych na Cmentarzu Wojskowym na Powązkach (kwatera 30A-półkole-2).

## Odznaczenia
- Order Budowniczych Polski Ludowej (1976)
- Order Sztandaru Pracy I klasy (1964)
- Order Sztandaru Pracy II klasy (1959)
- Złoty Krzyż Zasługi (1952)
- Medal 30-lecia Polski Ludowej (1974)[7]
- Złoty Medal „Za zasługi dla obronności kraju” (1973)[8]
- Odznaka 1000-lecia Państwa Polskiego (1966)[9]
- Złota Odznaka honorowa „Za Zasługi dla Warszawy” (1970)[10]
- Odznaka honorowa „Zasłużonym Ziemi Gdańskiej” (1976)[11]
- Odznaka honorowa Stowarzyszenia Bibliotekarzy Polskich (1968)[12]
- Honorowa odznaka Zrzeszenia Studentów Polskich (1962)[13]
- Medal 30-lecia wyzwolenia Czechosłowacji przez Armię Radziecką (Czechosłowacja, 1975)[14]
- Medal jubileuszowy „Trzydziestolecia zwycięstwa w Wielkiej Wojnie Ojczyźnianej 1941–1945” (ZSRR, 1975)[15]
- Medal 90-lecia urodzin Georgi Dymitrowa (Bułgaria, 1972)[16]
- i inne

## Życie prywatne
Syn Piotra (robotnika rolnego) i Aleksandry. Miał syna Tadeusza. Jego wnukiem jest reporter i dziennikarz telewizyjny Piotr Kraśko.